# از پس برقع
از پس برقع فیلمی مستند به کارگردانی و تهیه کنندگی مهرداد اسکویی محصول ۱۳۸۳ است. این مستند در جشنواره‌های داخلی و خارجی جوایزی را کسب نموده است. از جمله جشنوارهٔ مستند آمستردام، ژنو، assen هلند، جایزه ویژهٔ هیئت داوران در جشنوارهٔ فیم «مدویای» مجارستان، جایزه بزرگ اژدهای طلایی از جشنواره بین‌المللی فیلم CRACWO، لهستان، ۲۰۰۵ و عنوان بهترین کارگردان در جشنواره فیلم فجر ۱۳۸۳ را دریافت نموده است

## خلاصهٔ فیلم
از پس برقع دربارهٔ مشکلات روحی و مسائل معیشتی زنان روستاهای قشم است که بعضی از آن‌ها معتقدند این مشکلات توسط «مامازار» و در مراسم «زار» معالجه می‌شود این فیلم نگاه موشکافانه‌ای به این مردم و زنان جنوب و شخصی به نام فاطمه که یک «مامازار» است و در سکوت و تنهائی مقدمات برپائی یک مراسم زار را پی می‌گیرد، دارد. در این فیلم با قشرهای آسیب‌پذیری رو به رو هستیم زن‌هایی که دربارهٔ زندگی خود سخن می‌گویند، و چهره و سرنوشتی شبیه به هم دارند.

## برخی از جوایز
- جایزه بزرگ اژدهای طلایی از جشنواره بین‌المللی فیلم CRACWO، کراکو، لهستان، ۲۰۰۵[۶]
- جایزه ویژهٔ هیئت داوران جشنواره مدیا، ویو، مجارستان، ۲۰۰۶[۷]
- جایزه بزرگ هیئت داوران از نخستین جشنواره بین‌المللی حقوق بشر، مونترال، کانادا، ۲۰۰۶[۸]
- دیپلم افتخار از بیست و سومین جشنواره فیلم فجر، تهران، ایران، ۱۳۸۳[۹]
- برنده تندیس بهترین فیلم مستند از نهمین جشن خانه سینما، تهران، ایران، ۱۳۸۴[۱۰]
- برترین مستند سال در اولین جشنوارهٔ فیلم مستند شهید آوینی، تهران، ایران، 1386[۱۱]
- تندیس طلا به عنوان بهترین سینماگر جوانان ایران از ششمین جشنوارهٔ بین‌المللی کیش، ایران، ۱۳۸۳
- کاندیدای بهترین سینماگر جوان از بخش جشن سالانهٔ مجله دنیای تصویر، تهران، ایران، ۱۳۸۴
- لوح افتخار به همراه تندیس جشنواره برای بهترین کارگردانی فیلم مستند سال از نهمین جشن ملی سینمای ایران، ۱۳۸۴

## نقد و نظر
برای یک مستندساز ساخت یک فیلم مستند مردم‌نگاری، به دلیل وابستگی کامل این گونه مستندسازی به علم و دانش مردم‌شناسی محدودیت‌هایی را در زمینهٔ استفاده از زیبایی‌شناسی و ابزار بیانی سینما ایجاد می‌کند. از دیگر سو توان ویژه‌ای از او طلب می‌کند در جهت شناخت و آگاهی مردم‌شناسانه برای درک و تحلیل چند سویه پیرامون قبل از موضوع انتخابی خود مقولاتی چون؛ تدوین، گزینش و حذف، فشردگی زمان، ارائهٔ اطلاعات، اینسرت، جامپ‌کات، موسیقی، طراحی باند صوتی، نمای نزدیک، کارکردهای عمومی، و چگونه استفاده کردن و نکردن از این ابزارهای بیانی سینما در زمینهٔ فیلم مستند مردم‌نگاری که در خدمت علم است، چالشی است که این مطلب سعی در پرداختن به آن از نگاه یک مستندساز دارد.
نگاهی را که اسکویی در «از پس برقع» مدنظر قرار داده، مرزی است میان سینمای مستند اجتماعی و شاعرانه. حتی به جرأت می‌توان گفت اگر ساخته‌های دیگر این مستندساز یعنی فیلم‌هایی همانند روزهای بی تقویم در زمره مستندهای اجتماعی قرار گیرند، اما «از پس برقع» بیشتر به سینمای مستند شاعرانه پهلو می‌زند. حال اسکویی در این چند مستندی که کارگردانی کرده، نشان می‌دهد به قشرهای آسیب‌پذیر جامعه توجه دارد و در زندگی این افراد می‌تواند زاویه دیدی را برای خود بیابد که از منظر جهانی نیز مورد توجه قرار گیرد. ما در این فیلم با قشرهای آسیب‌پذیری رو به رو هستیم که گویا تنها یک بار مقابل دوربین اسکویی فرصت یافته‌اند از حقوق خود در یک جامعه مردسالار دفاع کنند. زن‌هایی که در «از پس برقع» دربارهٔ زندگی خود سخن می‌گویند، چهره و سرنوشتی شبیه به هم دارند. درد آن‌ها یکی است و از همین رو اسکویی توانسته تنها روی خط سینمای مستند شاعرانه حرکت نکند و با کنکاش پیرامون هویت انسانی این آدم‌ها به نگاهی عام تر و اجتماعی نیز دست یابد.